# The Dave Clark Five
The Dave Clark Five (Kurzform: DC5) war eine britische Musikgruppe, die Mitte der 1960er erfolgreich war.

## Geschichte
The Dave Clark Five bestand in ihrer erfolgreichsten Besetzung aus Dave Clark (Schlagzeug), Mike Smith (Keyboard, Gesang), Lenny Davidson (Gitarre), Rick Huxley (Bass) und Denis Payton (Saxofon).
Die Gruppe hatte eine Reihe von Hits, darunter Glad All Over, das im Januar 1964 die Beatles von der Position 1 der britischen Charts verdrängte. Kennzeichnend für die frühen Platten der Band waren ein straffer Rhythmus und ein akustisch hervortretendes Schlagzeug. Sie war besonders populär in den USA, wo sie in ausverkauften Hallen spielte und 18 Mal in der Ed Sullivan Show zu Gast war. Insgesamt konnte sie dort 24 Aufnahmen in die Billboard Top 100 bringen, darunter zwischen 1964 und 1967 17 Top-40-Hits. Mit ihrem Titel „Over And Over“ erreichten sie Platz 1 der US-Singlecharts. Aber auch in ihrer Heimat verkauften sich ihre Platten gut: davon zeugen acht Top-10- und insgesamt 22 Top-50-Hits in der britischen Hitparade.
Nachdem die Beatles 1964 den Film A Hard Day’s Night herausgebracht hatten, nahm auch The Dave Clark Five einen Film auf, Fangt uns, wenn ihr könnt! (Catch Us If You Can, 1965, Regie John Boorman). Ab 1967 ließ der Erfolg der Gruppe in den USA nach, während ihr in Großbritannien noch einige Top-Ten-Hits gelangen. Musikalisch kehrte sie mit der 1969 erschienenen LP The Dave Clark Five Play Good Old Rock&Roll, von denen zwei erfolgreiche EPs ausgekoppelt wurden, zu ihren Wurzeln zurück, löste sich aber, nachdem sie im Sommer 1970 noch einen Hit mit Jerry Kellers „Here Comes Summer“ hatte, Ende dieses Jahres auf.
Im Dezember 2006 starb der ehemalige Saxofonist Denis Payton. Am 10. März 2008 wurde die Dave Clark Five in die Rock and Roll Hall of Fame aufgenommen. Wenige Tage vor der Zeremonie starb Mike Smith am 28. Februar 2008. Smith war seit einem Sturz im September 2003 gelähmt gewesen. Als drittes Originalmitglied verstarb Rick Huxley am 11. Februar 2013 im Alter von 72 Jahren.

## Diskografie

### Alben
| Jahr | Titel                                  | Höchstplatzierung, Gesamtwochen, AuszeichnungChartplatzierungen (Jahr, Titel, Platzierungen, Wochen, Auszeichnungen, Anmerkungen) | Höchstplatzierung, Gesamtwochen, AuszeichnungChartplatzierungen (Jahr, Titel, Platzierungen, Wochen, Auszeichnungen, Anmerkungen) | Höchstplatzierung, Gesamtwochen, AuszeichnungChartplatzierungen (Jahr, Titel, Platzierungen, Wochen, Auszeichnungen, Anmerkungen) | Höchstplatzierung, Gesamtwochen, AuszeichnungChartplatzierungen (Jahr, Titel, Platzierungen, Wochen, Auszeichnungen, Anmerkungen) | Anmerkungen                |
| Jahr | Titel                                  | DE | AT | UK | US | Anmerkungen                |
| ---- | -------------------------------------- | --- | --- | --- | --- | -------------------------- |
| 1964 | Glad All Over                          | — | — | — | US3 Gold · (32 Wo.)US | Erstveröffentlichung: 1964 |
| 1964 | A Session With The Dave Clark Five     | — | — | UK3 (18 Wo.)UK | — | Erstveröffentlichung: 1964 |
| 1964 | The Dave Clark Five Return!            | — | — | — | US5 (22 Wo.)US | Erstveröffentlichung: 1964 |
| 1964 | American Tour                          | — | — | — | US11 (28 Wo.)US | Erstveröffentlichung: 1964 |
| 1965 | Coast To Coast                         | — | — | — | US6 (21 Wo.)US | Erstveröffentlichung: 1965 |
| 1965 | Weekend In London                      | — | — | — | US24 (23 Wo.)US | Erstveröffentlichung: 1965 |
| 1965 | Catch Us If You Can                    | — | — | UK8 (8 Wo.)UK | — | Erstveröffentlichung: 1965 |
| 1965 | Having A Wild Weekend                  | — | — | — | US15 (21 Wo.)US | Erstveröffentlichung: 1965 |
| 1966 | I Like It Like That                    | — | — | — | US32 (16 Wo.)US | Erstveröffentlichung: 1966 |
| 1966 | The Dave Clark Five’s Greatest Hits    | — | — | — | US6 Gold · (62 Wo.)US | Erstveröffentlichung: 1966 |
| 1966 | Try Too Hard                           | — | — | — | US77 (11 Wo.)US | Erstveröffentlichung: 1966 |
| 1966 | Satisfy With You                       | — | — | — | US127 (6 Wo.)US | Erstveröffentlichung: 1966 |
| 1966 | The Dave Clark Five/More Greatest Hits | — | — | — | US103 (7 Wo.)US | Erstveröffentlichung: 1966 |
| 1967 | 5 By 5                                 | — | — | — | US119 (7 Wo.)US | Erstveröffentlichung: 1967 |
| 1967 | You Got What It Takes                  | — | — | — | US149 (3 Wo.)US | Erstveröffentlichung: 1967 |
| 1978 | 25 Thumping Great Hits                 | — | — | UK7 Gold · (10 Wo.)UK | — | Erstveröffentlichung: 1978 |
| 1993 | Glad All Over Again                    | — | — | UK28 (5 Wo.)UK | — | Erstveröffentlichung: 1993 |
| 1993 | The History Of The Dave Clark Five     | — | — | — | US127 (1 Wo.)US | Erstveröffentlichung: 1993 |
| 2008 | The Hits                               | — | — | UK15 (5 Wo.)UK | — | Erstveröffentlichung: 2008 |
| 2020 | All the Hits                           | — | — | UK10 (4 Wo.)UK | — | Erstveröffentlichung: 2020 |

grau schraffiert: keine Chartdaten aus diesem Jahr verfügbar

### Singles
| Jahr | Titel Album                                 | Höchstplatzierung, Gesamtwochen, AuszeichnungChartplatzierungen (Jahr, Titel, Album, Platzierungen, Wochen, Auszeichnungen, Anmerkungen) | Höchstplatzierung, Gesamtwochen, AuszeichnungChartplatzierungen (Jahr, Titel, Album, Platzierungen, Wochen, Auszeichnungen, Anmerkungen) | Höchstplatzierung, Gesamtwochen, AuszeichnungChartplatzierungen (Jahr, Titel, Album, Platzierungen, Wochen, Auszeichnungen, Anmerkungen) | Höchstplatzierung, Gesamtwochen, AuszeichnungChartplatzierungen (Jahr, Titel, Album, Platzierungen, Wochen, Auszeichnungen, Anmerkungen) | Anmerkungen                |
| Jahr | Titel Album                                 | DE | AT | UK | US | Anmerkungen                |
| ---- | ------------------------------------------- | --- | --- | --- | --- | -------------------------- |
| 1963 | Do You Love Me? –                           | — | — | UK30 (6 Wo.)UK | US11 (10 Wo.)US | Erstveröffentlichung: 1963 |
| 1963 | Glad All Over –                             | DE16 (16 Wo.)DE | — | UK1 (20 Wo.)UK | US6 (14 Wo.)US | Erstveröffentlichung: 1963 |
| 1963 | Bits And Pieces –                           | DE20 (8 Wo.)DE | — | UK2 (11 Wo.)UK | US4 (11 Wo.)US | Erstveröffentlichung: 1963 |
| 1964 | Can’t You See That She’s Mine –             | DE43 (4 Wo.)DE | — | UK10 (11 Wo.)UK | US4 (10 Wo.)US | Erstveröffentlichung: 1964 |
| 1964 | I Knew It All The Time –                    | — | — | — | US53 (8 Wo.)US | Erstveröffentlichung: 1964 |
| 1964 | Because –                                   | — | — | — | US3 (10 Wo.)US | Erstveröffentlichung: 1964 |
| 1964 | Memphis Tennessee –                         | DE20 (4 Wo.)DE | — | — | — | Erstveröffentlichung: 1964 |
| 1964 | Thinking Of You Baby –                      | — | — | UK26 (4 Wo.)UK | — | Erstveröffentlichung: 1964 |
| 1964 | Any Way You Want It –                       | — | — | UK25 (5 Wo.)UK | US14 (12 Wo.)US | Erstveröffentlichung: 1964 |
| 1964 | Everybody Knows (I Still Love You) –        | — | — | UK37 (4 Wo.)UK | US15 (8 Wo.)US | Erstveröffentlichung: 1964 |
| 1965 | Reelin’ And Rockin’ –                       | — | — | UK24 (8 Wo.)UK | US23 (9 Wo.)US | Erstveröffentlichung: 1965 |
| 1965 | Come Home –                                 | — | — | UK16 (8 Wo.)UK | US14 (9 Wo.)US | Erstveröffentlichung: 1965 |
| 1965 | I Like It Like That –                       | — | — | — | US7 (11 Wo.)US | Erstveröffentlichung: 1965 |
| 1965 | Catch Us If You Can –                       | — | — | UK5 (11 Wo.)UK | US4 (11 Wo.)US | Erstveröffentlichung: 1965 |
| 1965 | Over And Over –                             | DE12 (10 Wo.)DE | — | UK45 (4 Wo.)UK | US1 (12 Wo.)US | Erstveröffentlichung: 1965 |
| 1966 | At The Scene –                              | — | — | — | US18 (7 Wo.)US | Erstveröffentlichung: 1966 |
| 1966 | Try Too Hard –                              | — | — | — | US12 (8 Wo.)US | Erstveröffentlichung: 1966 |
| 1966 | Look Before You Leap –                      | — | — | UK50 (1 Wo.)UK | — | Erstveröffentlichung: 1966 |
| 1966 | Please Tell Me Why –                        | — | — | — | US28 (7 Wo.)US | Erstveröffentlichung: 1966 |
| 1966 | Satisfy With You –                          | — | — | — | US50 (6 Wo.)US | Erstveröffentlichung: 1966 |
| 1966 | Nineteen Days –                             | — | — | — | US48 (6 Wo.)US | Erstveröffentlichung: 1966 |
| 1967 | I’ve Got To Have A Reason –                 | — | — | — | US44 (7 Wo.)US | Erstveröffentlichung: 1967 |
| 1967 | You Got What It Takes –                     | — | — | UK28 (8 Wo.)UK | US7 (10 Wo.)US | Erstveröffentlichung: 1967 |
| 1967 | You Must Have Been A Beautiful Baby –       | — | — | — | US35 (6 Wo.)US | Erstveröffentlichung: 1967 |
| 1967 | A Little Bit Now –                          | — | — | — | US67 (4 Wo.)US | Erstveröffentlichung: 1967 |
| 1967 | Red And Blue –                              | — | — | — | US89 (2 Wo.)US | Erstveröffentlichung: 1967 |
| 1967 | Everybody Knows (I Still Love You) [1967] – | DE36 (2 Wo.)DE | — | UK2 (14 Wo.)UK | US43 (8 Wo.)US | Erstveröffentlichung: 1967 |
| 1968 | No One Can Break A Heart Like You –         | — | — | UK28 (7 Wo.)UK | — | Erstveröffentlichung: 1968 |
| 1968 | The Red Balloon –                           | DE13 (8 Wo.)DE | AT18 (4 Wo.)AT | UK7 (11 Wo.)UK | — | Erstveröffentlichung: 1968 |
| 1968 | Live In The Sky –                           | — | — | UK39 (6 Wo.)UK | — | Erstveröffentlichung: 1968 |
| 1969 | Put A Little Love In Your Heart –           | DE34 (4 Wo.)DE | — | UK31 (4 Wo.)UK | — | Erstveröffentlichung: 1969 |
| 1969 | Good Old Rock ’n’ Roll –                    | — | — | UK7 (12 Wo.)UK | — | Erstveröffentlichung: 1969 |
| 1970 | Everybody Get Together –                    | — | — | UK8 (8 Wo.)UK | — | Erstveröffentlichung: 1970 |
| 1970 | Here Comes Summer –                         | — | — | UK44 (3 Wo.)UK | — | Erstveröffentlichung: 1970 |
| 1970 | More Good Old Rock ’n’ Roll –               | — | — | UK34 (6 Wo.)UK | — | Erstveröffentlichung: 1970 |
| 1993 | Glad All Over [1993] –                      | — | — | UK37 (3 Wo.)UK | — | Erstveröffentlichung: 1993 |

grau schraffiert: keine Chartdaten aus diesem Jahr verfügbar